# Бостанджи, Наджи
Наджи Бостанджи (род. 2 августа 1957) — турецкий политик, занимал должности вице-спикера парламента, возглавлял парламентскую группу партии справедливости и развития.

## Биография
Родился 2 августа 1957 года в городе Амасья. В 1980 году окончил университет Анкары. Получил степени магистра и доктора наук в институте социальных наук при Стамбульском университете. Вёл колонки в журналах «Türkiye Günlüğü» и «Birikim», а также газете «Zaman».
В 1998—2004 годах работал в университете Гази. Занимал должность главного советника ректора университета Гази Рызы Айхана, затем возглавил отделение по связям с общественностью при факультете коммуникаций в том же университете. 11 марта 2009 года Бостанджи был назначен деканом факультета коммуникаций при университете Гази, в 2011 году ушёл с поста чтобы принять участие в парламентских выборах.

### Политическая карьера
Занимал должность политического советника председателя партии Отечества Месута Йылмаза. В 1989—1991 годах Бостанджи являлся заместителем секретаря в министерстве культуры и туризма. Также являлся президентом и генеральным секретарём межпарламентской группы дружбы Турция-Киргизия. Также входил в межпарламентскую группу дружбы Турция-Ирландия. 8 января 2014 года Наджи Бостанджи стал президентом парламентской комиссии по вопросам образования, культуры, молодёжи и спорта. 9 июля 2015 года Бостанджи покинул должность лидера парламентской группы и был избран вице-спикером Великом национального собрания, занимал эту должность до 1 ноября 2015 года.